# Manfreda nanchititlensis
Manfreda nanchititlensis là một loài thực vật có hoa trong họ Măng tây. Loài này được Matuda mô tả khoa học đầu tiên năm 1972.